# Wagon Box Fight

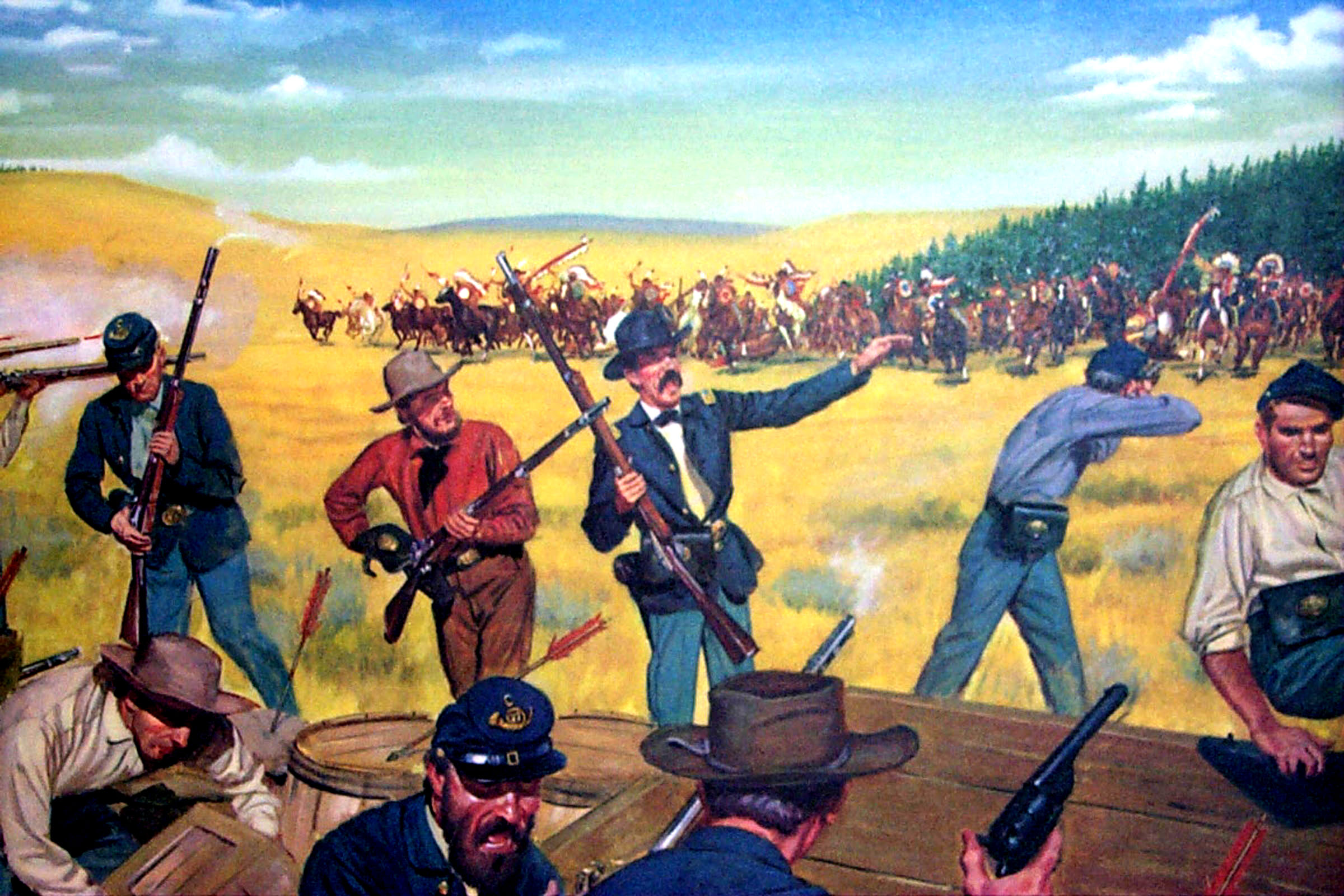
Illustration des Wagon Box Fight (1867)

Der Wagon Box Fight war eine militärische Auseinandersetzung am 2. August 1867 während des Red-Cloud-Krieges zwischen Lakota-Sioux-Kriegern und US-amerikanischen Soldaten in der Nähe von Fort Phil Kearny im heutigen Wyoming. Die Schlacht markierte einen wichtigen Wendepunkt in der Kriegsführung auf den Great Plains, da sie die überlegene Feuerkraft der neu eingeführten Springfield-1866-Hinterladergewehre demonstrierte und die traditionellen Angriffstaktiken der Plains-Indianer erstmals erfolgreich abwehrte. Obwohl zahlenmäßig stark unterlegen, konnten 32 Verteidiger mehrere hundert angreifende Krieger über sechs Stunden lang in Schach halten, bis Verstärkung aus dem Fort eintraf. Die Schlacht ereignete sich im Kontext des anhaltenden Konflikts um den Bozeman Trail, der durch das Herz der traditionellen Jagdgründe der Lakota, Northern Cheyenne und Arapaho führte und deren Lebensgrundlagen bedrohte.

## Hintergrund

Red Cloud (1880)

Der Wagon Box Fight hat seinen Ursprung im raschen Ausbau des Bozeman Trail in den 1860er Jahren, einer Verbindung vom Oregon-California-Trail zu den Goldfeldern in Montana. Nach dem Goldfund in Bannack, Montana 1862 wurde der Trapper John M. Bozeman beauftragt, mit John M. Jacobs im Frühjahr 1863 eine Abkürzung – den Bozeman Trail – entlang der Ostflanke der Bighorn Mountains anzulegen. Dieser Trail führte durch das Herz des Powder River Basin, ein Gebiet, das die Sioux, Northern Cheyenne und Arapaho als Jagdland beanspruchten. Bis 1865 hatten Stämme wie die Oglala-Lakota unter Red Cloud Gebiete der Crow besetzt und somit Streit um das Zugangsrecht zu den Jagdgründen ausgelöst. Die Indianer lehnten die neue Route strikt ab, da sie die weiße Siedler- und Militärpräsenz als direkte Bedrohung ihrer Lebensgrundlagen ansahen und in den Vereinbarungen von 1865 nur nicht repräsentative Bandleader einbezogen worden waren.
Um die Goldsucher und Frachtunternehmer zu schützen, errichtete die US-Armee im Sommer 1866 drei Forts entlang des Bozeman Trail: Fort Reno, Fort Phil Kearny und Fort C. F. Smith. Fort Phil Kearny, benannt nach General Philip Kearny und unter dem Kommando von Colonel Henry B. Carrington, wurde am 15. Juli 1866 auf einem Plateau nahe den beiden Piney Creek-Armen errichtet. Die Anlage mit 17 Acres und einer 8 Feet hohen Palisade sollte Reisende vor Angriffen schützen, intertribale Konflikte eindämmen und von der transkontinentalen Eisenbahn ablenken, die weiter südlich gebaut wurde. Die rasche militärische Besetzung führte jedoch zu eskalierenden Zusammenstößen, da Red Cloud und andere Sioux-Führer ihr Land verteidigen wollten und sich die Auseinandersetzungen im Rahmen des sogenannten Red-Cloud-Kriegs (1866–1868) verstärkten.
Am 2. August 1867 griff eine große Gruppe von Lakota, Northern Cheyenne und Arapaho, teils unter Führung Red Clouds, eine Holzfällerkolonne mit militärischer Begleitung etwa sechs Meilen westlich von Fort Phil Kearny an. Die Holzfäller hatten aus 14 Wagen eine Wagenburg, einen provisorischen Pferch, errichtet und waren mit neuen Springfield-Hinterladergewehren ausgestattet – eine Reaktion auf die vernichtende Niederlage im Fetterman-Gefecht im Dezember 1866. Dieser improvisierte Schutzwall und die modernen Waffen bildeten den unmittelbaren Rahmen des Wagon Box Fight, dessen Ursachen jedoch im vorher beschriebenen Ausbau des Bozeman Trail und den daraus resultierenden Landkonflikten lagen.

## Verlauf des Gefechts
Der Kampfverlauf des Wagon Box Fight begann am frühen Morgen des 2. August 1867, als sich etwa 1000 Lakota-Sioux-Krieger unter der Führung von Red Cloud und High Backbone für einen Angriff auf die Holzfäller und ihre militärische Eskorte in der Nähe von Fort Phil Kearny formierten. Captain James W. Powell von der Company C des 26. Infanterieregiments hatte zu diesem Zeitpunkt 26 Soldaten und Lieutenant John C. Jenness in der Wagenburg stationiert, nachdem er früh am Morgen 13 Mann zum Schutz des Holzfällerlagers und weitere 14 Mann zur Eskorte der Holztransporte entsandt hatte.
Die ersten Anzeichen des bevorstehenden Angriffs zeigten sich, als drei Soldaten auf Vorposten gegen 7 Uhr morgens eine Gruppe von sieben Lakota-Kriegern erblickten, die in vollem Galopp heranpreschten. Private Samuel Gibson feuerte mit seinem neuen Springfield-Gewehr einen Schuss auf 700 Yards Entfernung ab und verwundete dabei ein Indianerpony. Unmittelbar darauf schwärmten Hunderte von Kriegern in Sichtweite aus, woraufhin die drei Posten ihren Rückzug zur Wagenburg antraten. Während dieses Rückzugs verließ Sergeant Max Littman die Wagenburg und rückte etwa hundert Yards vor, um Deckungsfeuer zu geben, wobei er sich auf ein Knie niederließ und mit seinem Hinterlader mehrere Krieger von ihren Ponys schoss.

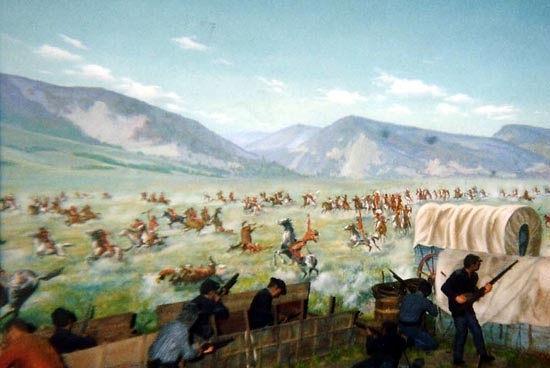
Illustration des Wagon Box Fight mit Darstellung der Wagenburg (1867)

Zeitgleich griffen etwa 500 Krieger zu Fuß das Holzfällerlager an, während weitere 200 Krieger die Maultierherde zu zerstreuen suchten. Die Holzfäller und ihre Wachen versuchten daraufhin, das Fort zu erreichen, wobei sie die Wagenburg umgingen. Captain Powell, der am nahen Big Piney Creek gebadet hatte, hörte die Schüsse und lief zur Wagenburg zurück. Er lenkte die Aufmerksamkeit der Indianer durch einen Angriff auf die Rückseite der indianischen Angriffslinie ab, wodurch es den Überlebenden des Holzfällerlagers gelang, sich in den Wäldern zu verstecken oder das Fort zu erreichen. Innerhalb von 15 Minuten hatten geschätzte 800 berittene Lakota-Krieger Powell und seine Männer in der improvisierten Wagenburg vollständig umzingelt.
Die Lakota begannen ihre erste Hauptattacke mit einem berittenen Angriff von etwa 500 Kriegern aus südwestlicher Richtung. Diese Angriffstaktik basierte auf der Erwartung, dass die Soldaten nach dem ersten Salve Zeit zum Nachladen ihrer Vorderlader benötigen würden, was den Kriegern ermöglicht hätte, die Verteidiger im Nahkampf zu überwältigen. Die Lakota-Krieger stießen bis auf 100 Yards an die Wagenburg heran, wurden jedoch durch das kontinuierliche und intensive Feuer der neuen Springfield-1866-Hinterladergewehre zum Rückzug gezwungen. Diese Gewehre konnten 15 bis 20 Schuss pro Minute abfeuern, im Gegensatz zu den drei Schuss der alten Vorderlader.
Nach diesem ersten gescheiterten Angriff zogen sich die Krieger auf etwa 600 Yards Entfernung zurück und verbrachten die nächsten Stunden mit separaten Angriffen zu Fuß. Die Krieger nutzten einen steilen Abhang etwa hundert Yards nördlich der Wagenburg als Deckung, von wo aus Scharfschützen gezieltes Feuer auf die Verteidiger abgeben konnten. Alle während der Schlacht gefallenen US-Soldaten wurden von Geschossen getroffen, die aus dieser nördlichen Richtung abgefeuert wurden.
Während der mehrstündigen Kämpfe gelang es einigen Kriegern, bis auf fünf Fuß an die Wagenburg heranzukommen, jedoch durchbrach keiner die Barriere. Lieutenant Jenness, der sich weigerte, in Deckung zu bleiben und erklärte, er wisse, wie man gegen Indianer kämpfe, wurde durch einen Kopfschuss getötet. Ebenfalls fielen die Privates Henry Haggerty und Thomas Doyle. Die Verteidiger schossen durch zwei Zoll große Löcher, die sie in die Wagenkästen geschlagen hatten, und nutzten Joche, Getreidesäcke und andere Ausrüstung als zusätzlichen Schutz zwischen den Wagen.
Zwischen Mittag und 13 Uhr führten mehrere hundert Krieger unter der Führung von Red Clouds Neffen einen koordinierten berittenen Angriff in keilförmiger Formation durch. Zu diesem Zeitpunkt war die Munition der Verteidiger bereits knapp geworden. Gleichzeitig beobachtete Captain Powell mehrere hundert weitere Krieger auf Sullivant’s Ridge östlich der Wagenburg, die bisher als Zuschauer fungiert hatten, aber offenbar bereit waren, sich dem Kampf anzuschließen.
In diesem kritischen Moment hörte Powell das Geräusch einer Haubitzengranate und sah eine Rettungskolonne unter Major Benjamin F. Smith mit 100 Mann herannahen. Smith feuerte eine Granate in Richtung der Krieger auf dem Hügel ab, die zwar zu kurz traf, aber die berittenen Krieger zum Rückzug veranlasste. Sowohl die Angreifer an der Wagenburg als auch die Beobachter auf dem Hügel zogen sich daraufhin zurück. Die gesamte Schlacht hatte etwa sechs Stunden gedauert, von etwa 7 Uhr morgens bis 13:30 Uhr.
Der Gefechtsverlauf war geprägt von insgesamt acht aufeinanderfolgenden Angriffen der Lakota-Krieger, die sowohl berittene Attacken als auch Angriffe zu Fuß umfassten. Die überlegene Feuerkraft der neuen Hinterladergewehre ermöglichte es den 32 Verteidigern, die numerische Überlegenheit der angreifenden Krieger auszugleichen. Die Schlacht endete mit dem Eintreffen der Rettungskolonne und dem Rückzug der Lakota-Krieger nach dem ersten Schuss der Haubitze.

## Verluste
Die Angaben zu den Verlusten variieren erheblich zwischen verschiedenen Quellen und Zeugenberichten. Die militärische Führung unter Captain James W. Powell meldete für die US-Streitkräfte sieben Gefallene und zwei Verwundete. Sergeant Samuel Gibson, ein Überlebender der Schlacht, berichtete in späteren Interviews von ähnlichen Verlusten auf der amerikanischen Seite. Er nannte die Namen der in der Wagenburg Gefallenen: Lieutenant John Jennis, der durch einen Kopfschuss starb, sowie die Privates Tommy Doyle und Henry Hagerty. Max Littman, ein deutscher Immigrant und Corporal, der ebenfalls an der Schlacht teilnahm, widersprach später übertriebenen Verlustangaben.
Die Schätzungen der indianischen Verluste divergieren dramatisch. Captain Powell meldete in seinem offiziellen Bericht etwa 60 getötete und 120 verwundete Krieger. Diese Zahlen wurden jedoch in nachfolgenden Berichten und durch Zeitzeugen stark übertrieben. Sergeant Gibson berichtete Jahre später von Schätzungen von etwa 300 getöteten Indianern während der Schlacht. Eine besonders hohe Verlustschätzung stammte von Red Cloud selbst, der 1875 gegenüber General George Armstrong Custer erklärt haben soll, er sei mit 3.000 Kriegern in die Schlacht gezogen und mit nur 1.900 herausgekommen.
Max Littman, der Überlebende, bestritt jedoch energisch diese hohen Zahlen und erklärte, dass nicht mehr als 2.000 Indianer gekämpft hätten und keinesfalls 1.100 getötet worden seien. Die Verlustschätzungen schwankten in verschiedenen Berichten zwischen sechs Toten und 1.137 Gefallenen auf indianischer Seite. Historiker der Neuzeit betrachten die niedrigeren Schätzungen als realistischer, da die hohen Zahlen oft von Propaganda und nachträglichen Übertreibungen geprägt waren.

## Bedeutung und Folgen

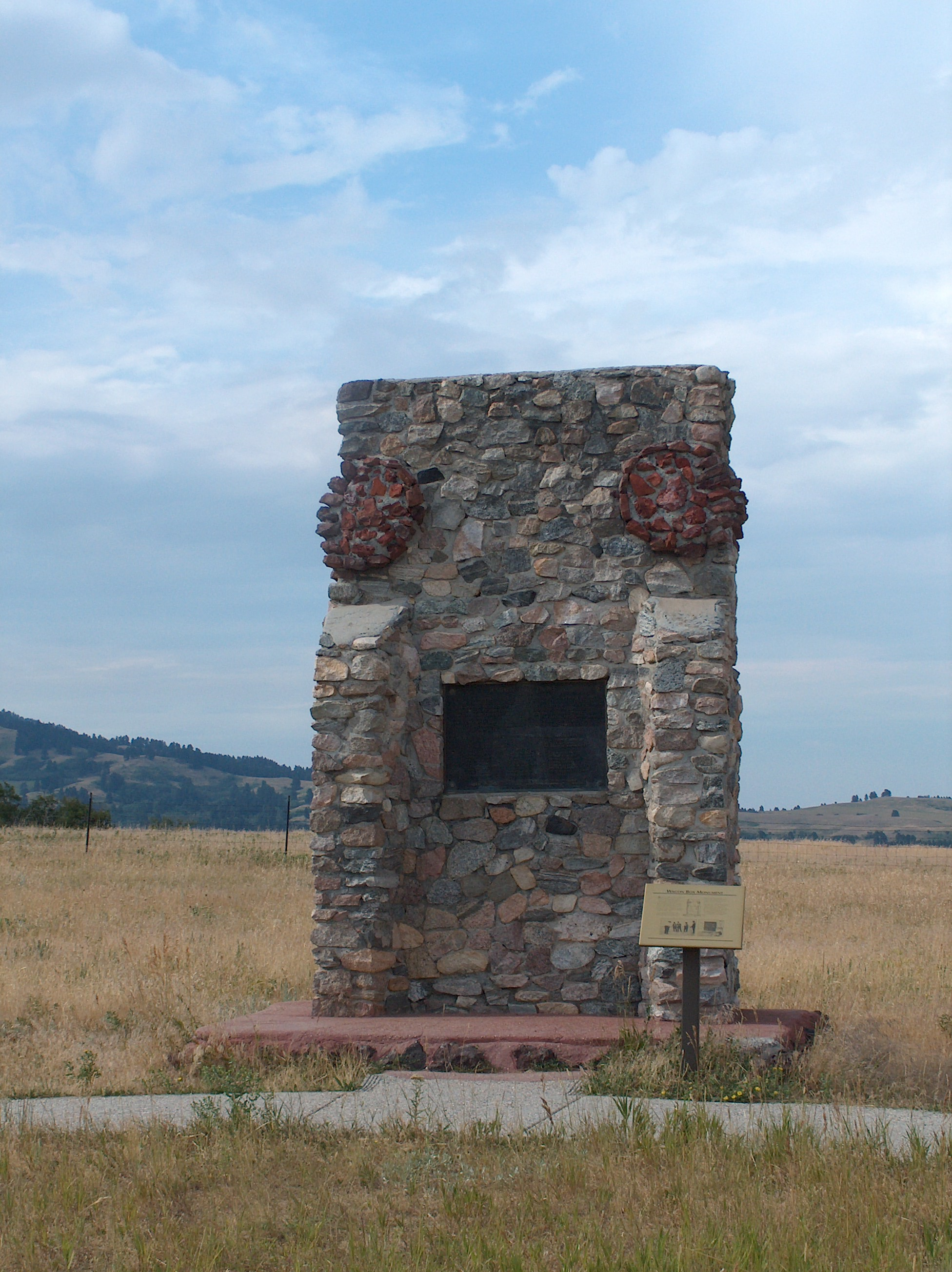
Wagon Box Fight Memorial heute am Standort des Gefechts

Der Wagon Box Fight markierte einen entscheidenden Wendepunkt in der Entwicklung der Kriegsführung auf den Great Plains und hatte weitreichende strategische, technologische und politische Auswirkungen, die das Verhältnis zwischen den Vereinigten Staaten und den Plains-Indianerstämmen nachhaltig prägten. Die Auseinandersetzung demonstrierte erstmals auf dramatische Weise die militärische Überlegenheit der neu eingesetzten Springfield-1866-Hinterladergewehre gegenüber den traditionellen Vorderladermusketen. Diese technologische Innovation ermöglichte es einer zahlenmäßig stark unterlegenen Truppe, mehreren hundert angreifenden Lakota- und Cheyenne-Kriegern erfolgreich zu widerstehen, indem die Feuerrate von etwa 3 Schuss pro Minute auf bis zu 15 Schuss pro Minute gesteigert werden konnte. Die Bedeutung dieser Waffenüberlegenheit wurde von zeitgenössischen Beobachtern als kriegsverändernde Entwicklung erkannt, die das Kräfteverhältnis zwischen US-Armee und Plains-Indianern grundlegend verschob.
Die Schlacht führte zu einer fundamentalen Neuausrichtung der indianischen Militärstrategie und beendete faktisch die Phase großangelegter direkter Angriffe auf befestigte Stellungen. Nach den Erfahrungen des Wagon Box Fight und des parallel stattgefundenen Hayfield Fight verstanden die Stammesführer, dass ihre traditionellen Kriegstaktiken gegen die neue Waffentechnologie der US-Armee nicht mehr erfolgreich eingesetzt werden konnten. Diese strategische Erkenntnis trug maßgeblich zur Bereitschaft der Stämme bei, in Friedensverhandlungen einzutreten, da die militärische Option zunehmend aussichtslos erschien. Gleichzeitig verstärkte die erfolgreiche Verteidigung bei Fort Phil Kearny das Selbstvertrauen der US-Militärführung in die Effektivität ihrer neuen Bewaffnung und Taktiken.
Politisch erwies sich der Wagon Box Fight als paradoxer Katalysator für die Beendigung des Red-Cloud-Krieges durch diplomatische Mittel. Obwohl die US-Truppen das Gefecht erfolgreich bestanden hatten, erkannte die Regierung in Washington die langfristigen Kosten einer militärischen Besetzung des Powder River Basin. Die kontinuierlichen Angriffe auf Versorgungskonvois und die Notwendigkeit, große Truppenkontingente in einem wirtschaftlich zunächst uninteressanten Gebiet zu stationieren, führten zu der Entscheidung, eine Verhandlungslösung anzustreben. Der Vertrag von Fort Laramie 1868 resultierte direkt aus dieser Kosten-Nutzen-Analyse und führte zur Aufgabe der Forts entlang des Bozeman Trail. Diese Entwicklung stellte einen der seltenen Fälle dar, in denen die US-Regierung territorial Zugeständnisse an indianische Stämme machte.
Die Auswirkungen des Wagon Box Fight auf die Entwicklung der Great Sioux Reservation und die Etablierung des Vertragssystems waren von nachhaltiger Bedeutung. Das durch den Vertrag von Fort Laramie geschaffene rechtliche Rahmenwerk bestimmte die Beziehungen zwischen der US-Regierung und den Lakota-Stämmen für die folgenden Jahrzehnte und bildete die Grundlage für spätere Landstreitigkeiten, insbesondere um die Black Hills. Die militärischen Lehren aus dem Wagon Box Fight beeinflussten auch die Ausrüstung und Taktiken der US-Armee in den späteren Plains-Kriegen erheblich, während die Erfahrungen der indianischen Kämpfer zu einer Anpassung ihrer Guerilla-Strategien führten, die in späteren Konflikten wie der Schlacht am Little Bighorn zur Anwendung kamen.